# Caffrowithius elgonensis
Caffrowithius elgonensis är en spindeldjursart som först beskrevs av Max Vachon 1945.  Caffrowithius elgonensis ingår i släktet Caffrowithius och familjen blindklokrypare. Inga underarter finns listade.